# Barra Bonita (Santa Catarina)
Pour les articles homonymes, voir Barra Bonita.
Barra Bonita est une ville brésilienne de l'ouest de l'État de Santa Catarina.

## Géographie
Barra Bonita se situe par une latitude de 26° 39′ 16″ sud et par une longitude de 53° 26′ 24″ ouest, à une altitude de 730 mètres.
Sa population était de 1 878 habitants au recensement de 2010. La municipalité s'étend sur 93 km2.
La ville se trouve à 717 km à l'ouest de la capitale de l'État, Florianópolis. Elle fait partie de la microrégion de São Miguel do Oeste, dans la mésorégion ouest de Santa Catarina.
Le climat de la municipalité est tempéré, avec des étés chauds. La température moyenne annuelle est de 17,8 °C.
L'IDH de la ville était de 0,743 en 2000 (PNUD).

## Histoire
Au début des années 1950, les premiers colons arrivent dans la région de Barra Bonita, descendants d'immigrants italiens et allemands, originaires du Rio Grande do Sul. Les familles s'installent sur les rives du rio Barra Bonita, affluent du rio das Antas, et baptisent la ville de son nom. En 1959, la localité devient un district de São Miguel do Oeste, et, en 1995, elle devient une municipalité indépendante,.

## Économie
L'économie de la municipalité est basée sur l'agriculture. La majorité des exploitations sont de petites propriétés qui se consacrent aux cultures du maïs, du tabac, du soja, du haricot, ou encore à l'élevage de volailles, de porcs ou de bœufs.
Des temps anciens où la municipalité se consacrait à l'exploitation forestière, il reste une scierie et deux usines de meubles.

## Événements
Tous les ans, le 29 décembre, la municipalité célèbre l'anniversaire de son émancipation.

## Villes voisines
Barra Bonita est voisine des municipalités (municípios) suivantes :
- Guaraciaba
- Anchieta
- Romelândia
- São Miguel do Oeste